# Uroobovella tasmanica
Uroobovella tasmanica es una especie de arácnido del orden Mesostigmata de la familia Urodinychidae.

## Distribución geográfica
Se encuentra en Tasmania (Australia).